# Hồng Sơn, Vũ Hán
Hồng Sơn (tiếng Trung: 洪山区, Hán Việt: Hồng Sơn khu) là một quận của thành phố Vũ Hán (武汉市), thủ phủ tỉnh Hồ Bắc, Cộng hòa Nhân dân Trung Hoa. Quận Hồng Sơn có diện tích 509 km2, dân số năm 2001 là 650.000 người. Quận này được chia ra thành 6 nhai đạo (Quan Sơn, Lạc Nam, Hồng Kỳ, Sư tử, Trương Gia, Cát Hóa), 2 trấn (Hoa Sơn, Tả Lĩnh) và 6 hương (Kiến Thiết, Hòa Bình, Hồng Sơn, Thanh Lăng, Cửu Phong, Thiên Hưng)